# Kim Bærentzen
Kim Bærentzen (8 de novembro de 1905 – 18 de junho de 1999) foi um esgrimista dinamarquês que participou dos Jogos Olímpicos de Verão de 1928 e de 1936, sob a bandeira da Dinamarca.